# San Hipólito (Bierge)
San Hipólito (aragonesisch Sant Póliz) ist ein Weiler der spanischen Gemeinde Bierge in der Provinz Huesca der Autonomen Gemeinschaft Aragonien. San Hipólito ist seit Jahren unbewohnt. Der Ort im Naturpark Parque Natural de la Sierra y Cañones de Guara befindet sich bei Letosa und ist über die Straße A-1604 zu erreichen. 

## Sehenswürdigkeiten
- Pfarrkirche, erbaut im 17./18. Jahrhundert